# 裴文中
裴 文中（はい ぶんちゅう、1904年3月5日 - 1982年9月18日）は、中華人民共和国の考古学者・生物学者。字は明華。

## 経歴
上洞人の骨や北京原人の頭蓋骨を発見し、中国の旧石器考古学と第四紀哺乳動物学の基礎を築いた。輔仁大学教授、中国科学院メンバー。